# Jimmy Durante
James Francis Durante (Nova York, 10 de fevereiro de 1893 — Santa Mônica, 29 de janeiro de 1980), mais conhecido como Jimmy Durante, foi um cantor, pianista, comediante e ator norte-americano. Por 62 anos, foi um dos mais populares artistas norte-americanos.

## Biografia

### Início da vida
Jimmy Durante nasceu no Lower East Side, um bairro na parte sudeste da cidade de Nova York, localizado em Manhattan. Era o caçula de quatro filhos de Rosa e Bartolomeo Durante, imigrantes de Salerno, Itália. Começou sua carreira artística nos velhos tempos de vaudeville, quando tinha apenas 17 anos de idade. À noite, trabalhava em um pequeno teatro no East Side de Nova Iorque e, de madrugada, atuava como pianista em um bar de Coney Island. Fazia um pouco de tudo, inclusive cantar, o que poucos ousariam fazer com uma voz tão frágil e rouca, numa época em que Al Jolson brilhava nos palcos da Broadway..

### Carreira
Em 1916, formou um quinteto instrumental, no qual era líder, arranjador e pianista. Cinco anos mais tarde, com os amigos Eddie Jackson e Lou Clayton, fundou o Club Durante, uma casa noturna que se propunha a oferecer "a mais louca variedade de entretenimento de Nova Iorque". Embora Eddie e Lou também fossem comediantes, tanto a loucura quanto a variedade eram realmente por conta de Durante. Foi Lou Clayton quem lhe deu o apelido com que os amigos íntimos sempre o trataram: Schnozzola. Outro apelido, que durou apenas enquanto ele fazia do piano o seu número principal, dizia respeito ao tipo de música que mais o atraía: Ragtime Jimmy.
Mais tarde, o teatro e o cinema acabaram fazendo-o trocar a música instrumental sincopada por canções de circunstância. Cole Porter escreveu algumas para ele cantar em The New Yorkers, um musical que estreou na Broadway em 8 de dezembro de 1930. Florenz Ziegfeld exigiu que seus compositores criassem números especiais para Jimmy cantar durante as apresentações de Show Girl.
Em 1930, mudou-se para Hollywood e, por mais de 30 anos, apareceu em dezenas de filmes, entre eles Speak Easily (1932), The Passionate Plumber (1932) e What-No Beer? (1933), todos sucessos financeiros, que serviram como trampolim para sua carreira. Nos anos seguintes, vieram Broadway to Hollywood (1933), Hollywood Party (1934), The Man Who Came to Dinner (1942), Ziegfeld Follies (1946), Billy Rose's Jumbo (baseado no musical de 1935) e It's a Mad, Mad, Mad, Mad World (1963).
O comediante também apareceu no programa de rádio The Chase and Sanborn Hour de Eddie Cantor, na NBC. Quando Eddie deixou o programa, Durante assumiu o show, que passou a ser chamado The Jumbo Fire Chief Program (1935–1936). Nessa época, Jimmy Durante estava no auge de sua popularidade, sendo um dos artistas mais bem pagos dos Estados Unidos e também um dos mais queridos pelo público. Ele estreou na televisão em 1º de novembro de 1950, embora mantivesse presença no rádio como um dos convidados frequentes da comédia/variedade The Big Show. De 1950 a 1951, tornou-se um dos quatro apresentadores da série de comédia 4-Star Revue, alternando às quartas-feiras com Danny Thomas, Jack Carson e Ed Wynn.
Em 2 de outubro de 1954, estreou o The Jimmy Durante Show pela rede NBC. O show de variedades contava, em cada episódio, com a participação de um artista diferente. Bob Hope, Peter Lawford, Milton Berle, Gina Lollobrigida, Donald O'Connor e Danny Thomas foram alguns dos famosos que apareceram na série. Em 4 de agosto de 1955, o programa foi palco da última apresentação de Carmen Miranda. A cantora brasileira passou mal durante um número de dança com Jimmy Durante, mas se recompôs e terminou as gravações. No entanto, na madrugada de 5 de agosto, ela morreu em sua casa em Beverly Hills, de ataque cardíaco.
Durante também apareceu em outra comédia-variedade da NBC, o Club Oasis, transmitido de 1957 a 1958, alternando com The Polly Bergen Show. Sua última aparição na televisão foi co-estrelando com as irmãs Lennon em Jimmy Durante Presents the Lennon Sisters Hour, que durou uma temporada na ABC (1969-1970). Alguns de seus discos gravados no final da vida – álbuns com títulos sugestivos como As Time Goes By e September Song – revelam que uma voz rouca pode interpretar de forma comovente canções difíceis, do repertório dos melhores cantores americanos.

## Vida pessoal

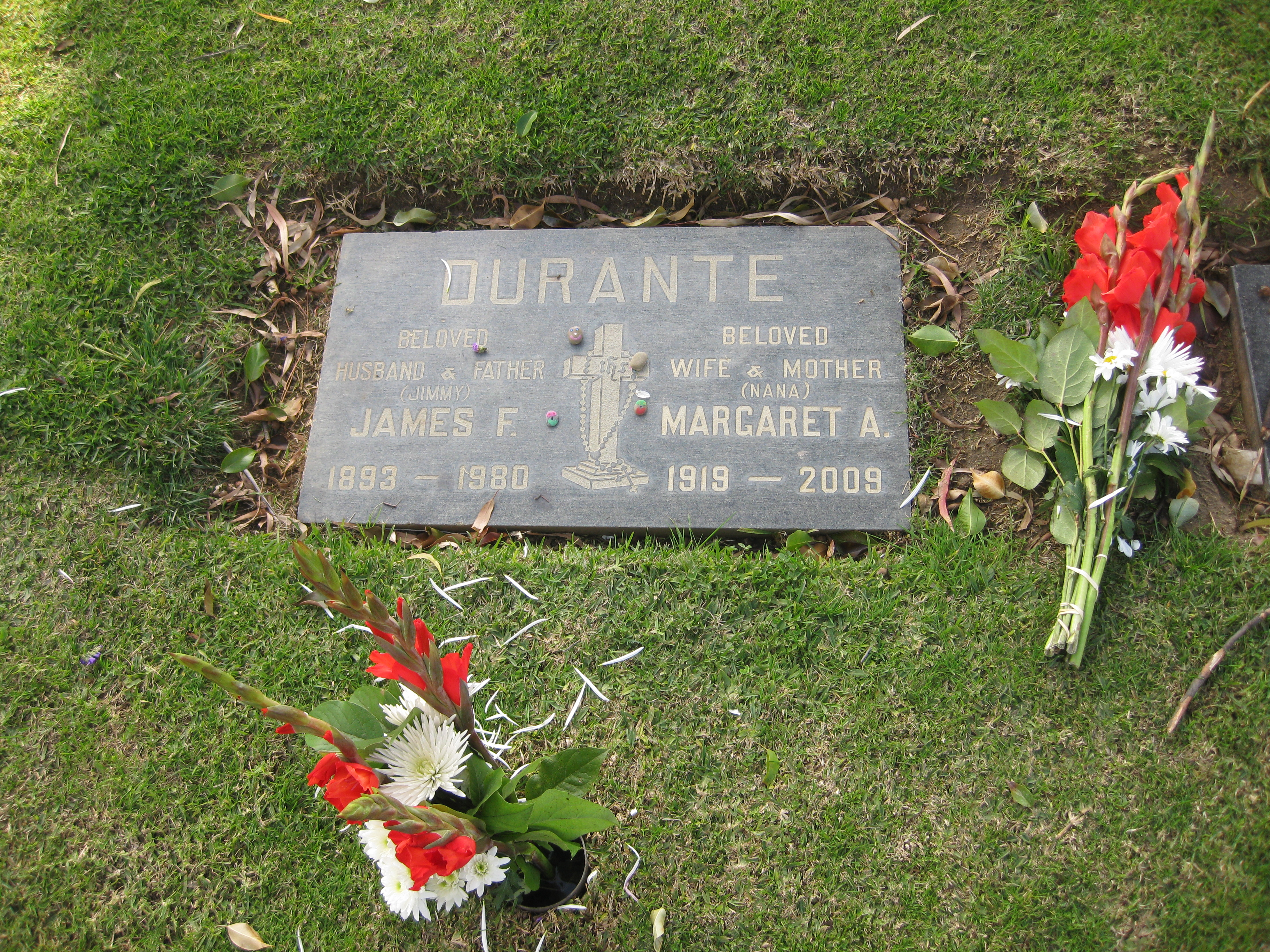
O túmulo de Jimmy Durante e sua esposa.

Casado desde 1916 com Jeanne Olsen, também cantora, Jimmy Durante ficou viúvo em 1943. Em 1960, casou-se com Margaret "Margie" Little. Em 1972, pouco depois de se apresentar em um show em Las Vegas, Durante sofreu um derrame que o deixaria preso a uma cadeira de rodas até o fim de sua vida. Nunca mais trabalhou. Os últimos anos foram passados na companhia de sua segunda esposa e de sua filha adotiva, Cecilia.

## Morte
Jimmy Durante morreu de pneumonia em Santa Monica, Califórnia, em 29 de janeiro de 1980, e foi enterrado no Holy Cross Cemetery em Culver City.

## Legado
Jimmy Durante era idolatrado entre os artistas. Oscar Hammerstein II escreveu um poema em sua homenagem. O compositor Cole Porter citou-o na letra de "You're The Top", ao lado de pessoas e coisas fora de série, como Mahatma Gandhi, a Torre de Pisa, Mickey Mouse, Nancy Astor, o riso da Mona Lisa, e o Inferno de Dante.
Ralph Blane e Hugh Martin, em sua canção "How About You?", não fazem por menos: "Jimmy Durante's looks give me a thrill..." Pintores famosos o retrataram, seu nariz serviu de inspiração para milhares de caricaturas e, em uma pesquisa organizada nos EUA, foi apontado como "o mais amado de todos os personagens do cinema", à frente de Clark Gable e Shirley Temple.

## Filmografia

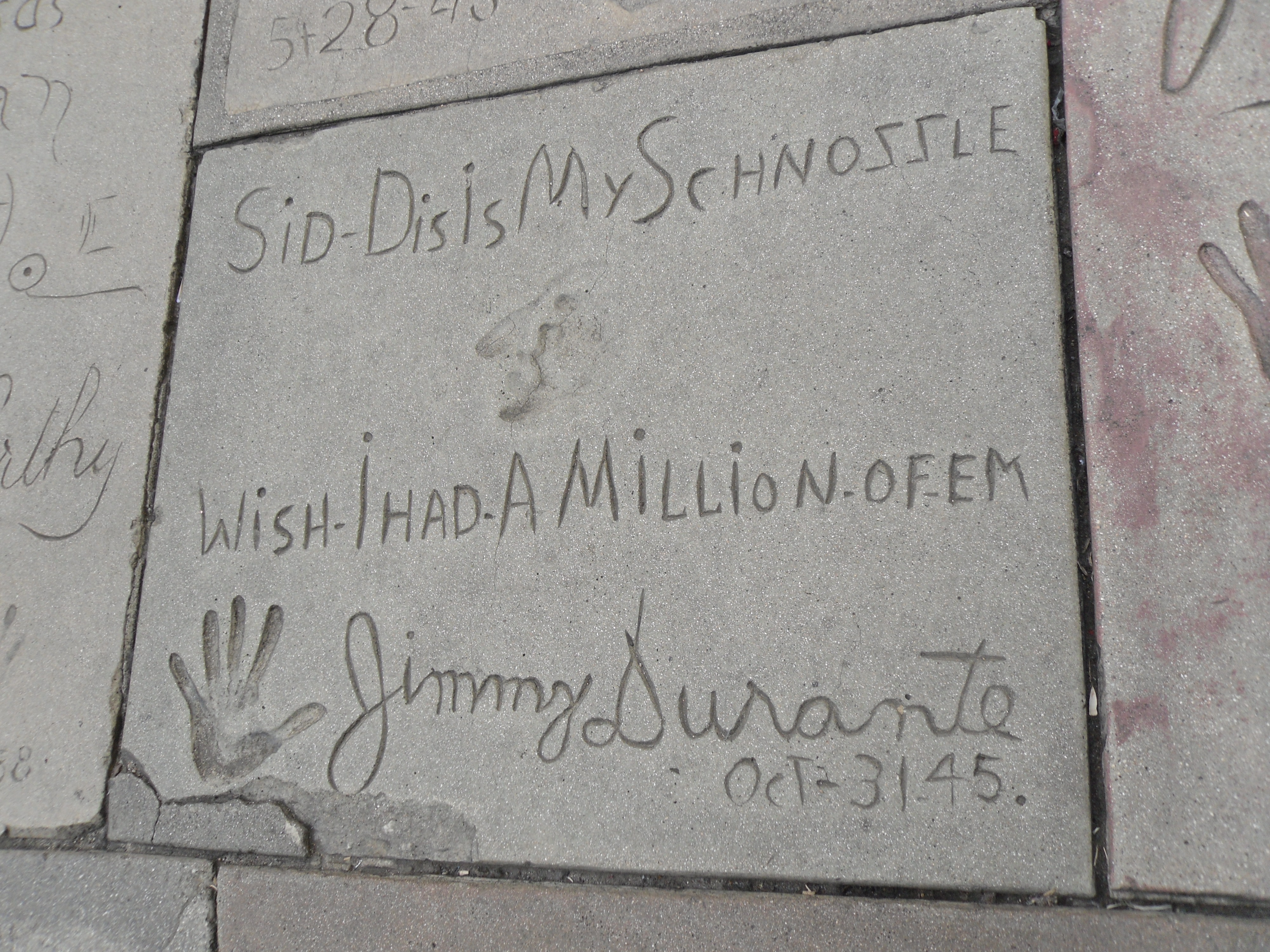
Pegadas de Jimmy Durante na Calçada da Fama do Grauman's Chinese Theatre.

Todos os títulos em Português dos filmes estrangeiros referem-se a exibições no Brasil.
| Ano  | Filme / Série                          | Papel                           | Nota                                                        |
| ---- | -------------------------------------- | ------------------------------- | ----------------------------------------------------------- |
| 1930 | O Repórter Audacioso                   | Daffy                           |                                                             |
| 1931 | O Homem da Nota                        | Schnozzle                       |                                                             |
| 1931 | The Christmas Party                    | Papai Noel                      | (sem créditos)                                              |
| 1931 | Melodia Cubana                         | O.O. Jones                      |                                                             |
| 1932 | Salve-se Quem Puder!                   | McCracken                       |                                                             |
| 1932 | E o Mundo Marcha                       | Abe Shilling                    |                                                             |
| 1932 | Speak Easily                           | James                           |                                                             |
| 1932 | O Falso Presidente                     | Curly Cooney                    |                                                             |
| 1932 | Le plombier amoureux                   | Tony                            |                                                             |
| 1933 | Entre Secos e Molhados                 | Jimmy Potts                     |                                                             |
| 1933 | Além do Inferno                        | "Ptomaine", o cozinheiro        |                                                             |
| 1933 | Da Broadway a Hollywood                | Jimmy - Personagem de Hollywood |                                                             |
| 1933 | Meet the Baron                         | Joe McGoo                       |                                                             |
| 1934 | Palooka                                | Knobby Walsh                    |                                                             |
| 1934 | Escândalos de Broadway                 | Happy McGillicuddy              |                                                             |
| 1934 | Dinamite... e Nada Mais!               | Moxie                           |                                                             |
| 1934 | Festa de Hollywood                     | Durante / Schnarzan             |                                                             |
| 1934 | Folias de Estudante                    | Hank Merman                     |                                                             |
| 1936 | País Sem Música                        | Jonah J. Whistler               |                                                             |
| 1938 | Mocidade Gloriosa                      | Willie Gumbatz                  |                                                             |
| 1938 | Três Moças Sabidas                     | Jefferson Twitchel              |                                                             |
| 1938 | Miss Broadway                          | Jimmy Clayton                   |                                                             |
| 1940 | Valentia Adquirida                     | Cornelius J. Courtney           |                                                             |
| 1941 | Pode Ser... Ou Está Difícil?           | Jeeper Smith                    |                                                             |
| 1942 | Satã Janta Conosco                     | Banjo                           |                                                             |
| 1944 | Duas Garotas e Um Marujo               | Billy Kipp                      |                                                             |
| 1944 | Música para Milhões                    | Andrews                         |                                                             |
| 1946 | O Rouxinol Mentiroso                   | Spike                           |                                                             |
| 1947 | Aconteceu Assim                        | Nick Lombardi                   |                                                             |
| 1947 | Saudade de Teus Lábios                 | Ferdi Farro                     |                                                             |
| 1950 | The Great Rupert                       | Mr. Louie Amendola              |                                                             |
| 1950 | The Milkman                            | Breezy Albright                 |                                                             |
| 1957 | O Prefeito se Diverte                  | Jimmy Durante                   | (sem créditos)                                              |
| 1961 | O Juízo Universal                      | O homem com o nariz grande      |                                                             |
| 1961 | The Danny Thomas Show                  | Tio Jimmy Durante               | Série de televisão - Episódio: Danny and Durante            |
| 1962 | A Mais Querida do Mundo                | Anthony 'Pop' Wonder            | Indicado—Globo de Ouro de melhor ator em comédia ou musical |
| 1963 | Deu a Louca no Mundo                   | Smiler Grogan                   |                                                             |
| 1964 | Summer Playhouse                       | Mimmy Banister                  | Série de televisão                                          |
| 1966 | Bob Hope Presents the Chrysler Theatre |                                 | Série de televisão - Episódio: Murder at N.B.C.             |
| 1966 | Alice Through the Looking Glass        | Humpty Dumpty                   | Telefilme                                                   |
| 1969 | Frosty the Snowman                     | Narrador                        | Curta-metragem                                              |
| 1970 | Howdy                                  |                                 | Telefilme                                                   |